# Информационные технологии в банковском секторе
Информационные технологии в банковском секторе позволяют накапливать и максимально использовать информацию о клиентах и их потребностях в услугах.
На сегодняшний день имеется возможность автоматизировать все бизнес-процессы банка, если это позволяет оптимизировать бюджет банковского учреждения.
В зависимости от особенностей бизнес-процессов банка, информационные технологии внедряются в следующих подразделениях:

## Фронт-офис банка
Автоматизируются следующие направления:
- Ведение вкладов. Информационные технологии в данной области применяются для решения задач по ведению вкладных и расчетных счетов клиентов. В данном случае автоматизируется обслуживание клиента в учреждении банка, исполнение безналичных операций и получение отчетности по вкладным операциям.
- Операции с ценными бумагами. В данном случае предполагается автоматизация покупки и продажи ценных бумаг непосредственно в отделениях банка.
- Платежи населения. Помимо непосредственной автоматизации платежей, внедрение информационных технологий в данной области позволяют создавать отчеты и выборки, агрегирующие и детализирующие платежи по видам платежа по получателям и по работникам банка.
- Валютно-обменные операции. Программное обеспечение позволяет автоматизировать расчет денежным сумм по операциям конвертации иностранной валюты, установить автоматическое начисление комиссионных вознаграждений, контролировать наличия в банке денежных знаков иностранной и национальной валюты различного достоинства, учитывать операции по обмену валют.
- Электронные переводы. Автоматизация электронных денежных переводов позволяет с одной стороны ускорить процесс перевода и сделать его более безопасным с другой стороны, дает возможность отправки денежного перевода с доставкой, с письменным сообщением, с уведомлением о вручении.
- Интернет-банкинг. Интернет-банкинг позволяет дистанционно управлять денежными средствами, находящимися на карт-счете. Для выполнения операций используется браузер, то есть отсутствует необходимость установки клиентской части программного обеспечения системы.
- SMS-банкинг.
- Информационная система Колл-центра. Автоматизация Колл-центра позволяет повысить эффективность работы сотрудников, достичь полной управляемости процессом взаимодействия с клиентами, осуществить оптимизацию взаимодействия департаментов банка.

## Бэк-офис банка
Автоматизация производится по направлениям:
- Управление депозитарными операциями. Автоматизация депозитарных операций позволяет осуществлять управление и мониторинг депозитных операций с физическими и юридическими лицами по всему спектру договоров по привлечению денежных средств на вкладные счета.
- Управление кредитными операциями. В данной области информационные технологии позволяют осуществлять обслуживание кредитных договоров с физическими и юридическими лицами и обеспечивают полную автоматизацию этого вида деятельности от принятия заявки на получение кредита до закрытия кредитного договора. Автоматизация кредитных операций позволяет рассчитывать кредитоспособность потенциального кредитополучателя, проценты и так далее.
- Ведение управленческого учёта. Автоматизация ведения управленческого учета предполагает бюджетирование по центрам финансовой ответственности, контроль и анализ исполнения бюджетов; формирование управленческой отчетности и аналитических материалов для управления; ведение управленческого учета по различным стандартам.
- Учёт работы с ценными бумагами. По данному направлению предполагается автоматизация депозитарного и брокерского обслуживания клиентов, заключение соответствующих договоров, ведение книги учета ценных бумаг, оформление документов для пояснения порядка начисления процентов по ценным бумагам.

## Бухгалтерия банка
Информационные технологии помогают полностью автоматизировать бухгалтерский учёт и отчетность банковского учреждения, обеспечить безопасность внутренних данных.

## Подразделения, реализующие анализ текущего состояния банка, планирование и внутренний аудит банка
Информационные технологии позволяют банкам самостоятельно определять основные показатели деятельности, проводить автоматический мониторинг состояния банка, проводить интерактивный анализ и составлять соответствующие отчеты, моделировать и планировать будущую деятельность. Для банковского учреждения также крайне важно автоматизировать учёт риска и неопределенности.